# Luchmanovskaja
Luchmanovskaja (in russo Лухмановская?) è una stazione della metropolitana di Mosca posta lungo la linea 15.
La stazione Luchmanovskaja è stata inaugurata il 3 giugno 2019 assieme ad altre 3 stazioni della stessa linea. È situata nel quartiere di Kosino-Uchtomskij, alla periferia est della capitale russa.